# فهرست باشگاه‌های فوتبال بر پایه جام‌های کسب کرده
این مقاله فهرست باشگاه‌های فوتبال مردان را که در مجموع ۵۰ یا بیشتر جام تحت مدیریت نهادهای رسمی حاکم کسب کرده‌اند، ارائه می‌دهد. مسابقات دوستانه و دعوتی و مسابقات بین باشگاه‌ها شامل نمی‌شود.

## جدول
جام‌هایی که بین دو باشگاه به اشتراک گذاشته شده‌اند، به عنوان افتخارات هر دو تیم محسوب می‌شوند. باشگاه‌هایی که در مجموع افتخارات برابر هستند، به ترتیب زمانی بر اساس آخرین افتخار کسب شده فهرست شده‌اند.

### توضیحات
- «مسابقات بین قاره‌ای» مسابقاتی هستند که بین دو یا چند کنفدراسیون یا توسط فیفا برگزار می‌شوند. مسابقاتی که بین دو یا چند فدراسیون ملی در قاره‌های مختلف مانند کوپا ایبروامریکانا برگزار می‌شوند، و همچنین مسابقاتی که فقط برای تیم‌هایی از بخشی از هر قاره مانند جام قهرمانان باشگاه‌های عربی در دسترس هستند، شامل این عنوان نمی‌شوند.
- «مسابقات قاره‌ای» مسابقاتی در سطح قاره هستند که توسط یک کنفدراسیون برگزار می‌شوند. مسابقاتی که بین دو یا چند فدراسیون ملی مانند جام انگلو-ایتالین یا جام بالکان برگزار می‌شوند، شامل این عنوان نمی‌شوند، و همچنین مسابقاتی که توسط یک کنفدراسیون برگزار می‌شوند و فقط شامل تیم‌هایی از یک منطقه از یک قاره هستند، مانند جام کارائیب کونکاکاف یا کوپا مرکونورته، شامل این عنوان نمی‌شوند.
- «مسابقات داخلی» مسابقات سراسری سطح بالا هستند که توسط یک فدراسیون ملی واحد برگزار می‌شوند. مسابقاتی که در سطح یک منطقه فرعی مانند مسابقات شهری یا ایالتی برگزار می‌شوند، شامل این عنوان نمی‌شوند.

### فهرست
راهنما
| رکورد جهانی  |
| رکورد قاره‌ای |
| رکورد ملی    |

تا تاریخ ۱۵ ژوئیه ۲۰۲۵
|                   |            | بین قاره‌ای | بین قاره‌ای | بین قاره‌ای | بین قاره‌ای | قاره‌ای   | قاره‌ای | قاره‌ای | داخلی | داخلی    | داخلی | داخلی | مجموع |
| باشگاه            | کنفدراسیون | ج‌ج‌ب        | ج‌ب‌ق‌ف       | دیگر       | مجموع      | جام اصلی | دیگر   | مجموع  | لیگ   | جام اصلی | دیگر  | مجموع | مجموع |
| ----------------- | ---------- | ---------- | ---------- | ---------- | ---------- | -------- | ------ | ------ | ----- | -------- | ----- | ----- | ----- |
| الاهلی            | کاف        | –          | –          | ۲          | ۲          | ۱۲       | ۱۳     | ۲۵     | ۴۵    | ۳۹       | ۱۵    | ۹۹    | ۱۲۶   |
| سلتیک             | یوفا       | –          | –          | –          | –          | ۱        | –      | ۱      | ۵۵    | ۴۲       | ۲۲    | ۱۱۹   | ۱۲۰   |
| رنجرز             | یوفا       | –          | –          | –          | –          | –        | ۱      | ۱      | ۵۵    | ۳۴       | ۲۸    | ۱۱۷   | ۱۱۸   |
| لینفیلد           | یوفا       | –          | –          | –          | –          | –        | –      | –      | ۵۷    | ۴۴       | ۱۶    | ۱۱۷   | ۱۱۷   |
| ناسیونال          | کونمبول    | –          | –          | ۵          | ۵          | ۳        | ۱      | ۴      | ۴۹    | –        | ۵۳    | ۱۰۲   | ۱۱۱   |
| پنیارول           | کونمبول    | –          | –          | ۴          | ۴          | ۵        | –      | ۵      | ۵۴    | –        | ۴۴    | ۹۸    | ۱۰۸   |
| رئال مادرید       | یوفا       | ۵          | ۱          | ۳          | ۹          | ۱۵       | ۸      | ۲۳     | ۳۶    | ۲۰       | ۱۵    | ۷۱    | ۱۰۳   |
| بارسلونا          | یوفا       | ۳          | –          | –          | ۳          | ۵        | ۱۲     | ۱۷     | ۲۸    | ۳۲       | ۲۰    | ۷۹    | ۱۰۰   |
| چین جنوبی         | ای‌اف‌سی     | –          | –          | –          | –          | –        | –      | –      | ۴۱    | ۱۰       | ۴۴    | ۹۵    | ۹۵    |
| شامروک روفرز      | یوفا       | –          | –          | –          | –          | –        | –      | –      | ۲۱    | ۲۵       | ۴۳    | ۸۹    | ۸۹    |
| پورتو             | یوفا       | –          | –          | ۲          | ۲          | ۲        | ۳      | ۵      | ۳۰    | ۲۰       | ۲۹    | ۷۹    | ۸۶    |
| بنفیکا            | یوفا       | –          | –          | –          | –          | ۲        | –      | ۲      | ۳۸    | ۲۶       | ۲۰    | ۸۴    | ۸۶    |
| بایرن مونیخ       | یوفا       | ۲          | –          | ۲          | ۴          | ۶        | ۴      | ۱۰     | ۳۴    | ۲۰       | ۱۶    | ۷۰    | ۸۴    |
| الفیصلی           | ای‌اف‌سی     | –          | –          | –          | –          | –        | ۲      | ۲      | ۳۵    | ۲۱       | ۲۶    | ۸۲    | ۸۴    |
| المپیاکوس         | یوفا       | –          | –          | –          | –          | –        | ۱      | ۱      | ۴۸    | ۲۹       | ۴     | ۸۱    | ۸۲    |
| المحرق            | ای‌اف‌سی     | –          | –          | –          | –          | –        | ۲      | ۲      | ۳۵    | ۳۳       | ۹     | ۷۷    | ۷۹    |
| لینکولن رد ایمپس  | یوفا       | –          | –          | –          | –          | –        | –      | –      | ۲۹    | ۲۰       | ۳۰    | ۷۹    | ۷۹    |
| آژاکس             | یوفا       | –          | –          | ۲          | ۲          | ۴        | ۴      | ۸      | ۳۶    | ۲۰       | ۹     | ۶۵    | ۷۵    |
| یوونتوس           | یوفا       | –          | –          | ۲          | ۲          | ۲        | ۷      | ۹      | ۳۶    | ۱۵       | ۹     | ۶۰    | ۷۱    |
| آسک میموساس       | کاف        | –          | –          | –          | –          | ۱        | ۱      | ۲      | ۲۹    | ۲۲       | ۱۷    | ۶۸    | ۷۰    |
| دینامو زاگرب      | یوفا       | –          | –          | –          | –          | –        | ۱      | ۱      | ۳۵    | ۲۶       | ۸     | ۶۹    | ۷۰    |
| ستاره سرخ بلگراد  | یوفا       | –          | –          | ۱          | ۱          | ۱        | –      | ۱      | ۳۶    | ۲۹       | ۳     | ۶۸    | ۷۰    |
| لیورپول           | یوفا       | ۱          | –          | –          | ۱          | ۶        | ۷      | ۱۳     | ۲۰    | ۸        | ۲۷    | ۵۵    | ۶۹    |
| فرنتس‌واروش        | یوفا       | –          | –          | –          | –          | –        | ۱      | ۱      | ۳۶    | ۲۴       | ۸     | ۶۸    | ۶۹    |
| گالاتاسرای        | یوفا       | –          | –          | –          | –          | –        | ۲      | ۲      | ۲۵    | ۱۹       | ۲۲    | ۶۶    | ۶۸    |
| منچستر یونایتد    | یوفا       | ۱          | –          | ۱          | ۲          | ۳        | ۳      | ۶      | ۲۰    | ۱۳       | ۲۷    | ۶۰    | ۶۸    |
| دینامو کی‌یف       | یوفا       | –          | –          | –          | –          | –        | ۳      | ۳      | ۳۰    | ۲۲       | ۱۲    | ۶۴    | ۶۷    |
| مکابی تل‌آویو      | یوفا       | –          | –          | –          | –          | ۲        | –      | ۲      | ۲۵    | ۲۴       | ۱۶    | ۶۵    | ۶۷    |
| بوکا جونیورز      | کونمبول    | –          | –          | ۳          | ۳          | ۶        | ۹      | ۱۵     | ۳۵    | ۴        | ۹     | ۴۸    | ۶۶    |
| اندرلشت           | یوفا       | –          | –          | –          | –          | –        | ۵      | ۵      | ۳۴    | ۹        | ۱۶    | ۵۹    | ۶۴    |
| آپوئل             | یوفا       | –          | –          | –          | –          | –        | –      | –      | ۲۹    | ۲۱       | ۱۴    | ۶۴    | ۶۴    |
| اسپرانس تونس      | کاف        | –          | –          | ۱          | ۱          | ۴        | ۳      | ۷      | ۳۴    | ۱۵       | ۶     | ۵۵    | ۶۳    |
| اف‌سی‌اس‌بی          | یوفا       | –          | –          | –          | –          | ۱        | ۱      | ۲      | ۲۸    | ۲۴       | ۹     | ۶۱۱   | ۶۳    |
| زمالک             | کاف        | –          | –          | ۲          | ۲          | ۵        | ۸      | ۱۳     | ۱۴    | ۲۹       | ۴     | ۴۷    | ۶۲    |
| ریور پلاته        | کونمبول    | –          | –          | ۲          | ۲          | ۴        | ۵      | ۹      | ۳۸    | ۳        | ۱۰    | ۵۱    | ۶۲    |
| الکویت            | ای‌اف‌سی     | –          | –          | –          | –          | –        | ۳      | ۳      | ۲۰    | ۱۶       | ۲۲    | ۵۹    | ۶۲    |
| زسکا صوفیه        | یوفا       | –          | –          | –          | –          | –        | –      | –      | ۳۱    | ۲۱       | ۸     | ۶۰    | ۶۰    |
| کولو-کولو         | کونمبول    | –          | –          | ۱          | ۱          | ۱        | ۱      | ۲      | ۳۴    | ۱۴       | ۸     | ۵۶    | ۵۹    |
| هاونر بولتفلاگ    | یوفا       | –          | –          | –          | –          | –        | –      | –      | ۲۴    | ۳۰       | ۵     | ۵۹    | ۵۹    |
| سلانگور           | ای‌اف‌سی     | –          | –          | –          | –          | –        | –      | –      | ۶     | ۳۲       | ۲۱    | ۵۹    | ۵۹    |
| اسلوان براتیسلاوا | یوفا       | –          | –          | –          | –          | –        | ۱      | ۱      | ۳۱    | ۲۲       | ۴     | ۵۷    | ۵۸    |
| لفسکی صوفیه       | یوفا       | –          | –          | –          | –          | –        | –      | –      | ۲۶    | ۲۶       | ۶     | ۵۸    | ۵۸    |
| الیمپیا           | کونمبول    | –          | –          | ۲          | ۲          | ۳        | ۳      | ۶      | ۴۷    | ۱        | ۱     | ۴۹    | ۵۷    |
| الهلال            | ای‌اف‌سی     | –          | –          | –          | –          | ۴        | ۴      | ۸      | ۱۹    | ۱۱       | ۱۹    | ۴۹    | ۵۷    |
| استاد مالین       | کاف        | –          | –          | –          | –          | –        | ۱      | ۱      | ۲۳    | ۲۳       | ۱۰    | ۵۶    | ۵۷    |
| سنت جورج          | کاف        | –          | –          | –          | –          | –        | –      | –      | ۳۱    | ۱۰       | ۱۶    | ۵۷    | ۵۷    |
| آستریا وین        | یوفا       | –          | –          | –          | –          | –        | –      | –      | ۲۴    | ۲۷       | ۶     | ۵۷    | ۵۷    |
| اسپورتینگ         | یوفا       | –          | –          | –          | –          | –        | ۱      | ۱      | ۲۱    | ۱۸       | ۱۷    | ۵۶    | ۵۷    |
| السد              | ای‌اف‌سی     | –          | –          | –          | –          | ۲        | –      | ۲      | ۱۸    | ۱۹       | ۱۷    | ۵۴    | ۵۶    |
| ساپریسا           | کونکاکاف   | –          | –          | –          | –          | ۳        | ۱      | ۴      | ۴۰    | ۷        | ۵     | ۵۲    | ۵۶    |
| القادسیه          | ای‌اف‌سی     | –          | –          | –          | –          | –        | ۱      | ۱      | ۱۷    | ۱۷       | ۲۱    | ۵۵    | ۵۶    |
| اسپارتا پراگ      | یوفا       | –          | –          | –          | –          | –        | –      | –      | ۳۸    | ۱۶       | ۲     | ۵۶    | ۵۶    |
| با                | اواف‌سی     | –          | –          | –          | –          | –        | –      | –      | ۲۱    | ۱۴       | ۲۰    | ۵۵    | ۵۵    |
| کایزر چیفس        | کاف        | –          | –          | –          | –          | –        | ۱      | ۱      | ۱۲    | ۱۴       | ۲۸    | ۵۴    | ۵۵    |
| کی‌آر ریکیاویک     | یوفا       | –          | –          | –          | –          | –        | –      | –      | ۲۷    | ۱۴       | ۱۴    | ۵۵    | ۵۵    |
| گلنتوران          | یوفا       | –          | –          | –          | –          | –        | –      | –      | ۲۳    | ۲۳       | ۹     | ۵۵    | ۵۵    |
| تیرانا            | یوفا       | –          | –          | –          | –          | –        | –      | –      | ۲۶    | ۱۶       | ۱۲    | ۵۴    | ۵۴    |
| پاری سن-ژرمن      | یوفا       | –          | –          | –          | –          | –        | ۲      | ۲      | ۱۳    | ۱۵       | ۲۲    | ۵۱    | ۵۴    |
| آفریقا آبیجان     | کاف        | –          | –          | –          | –          | –        | ۳      | ۳      | ۱۸    | ۲۱       | ۱۲    | ۵۱    | ۵۴    |
| الوحدات           | ای‌اف‌سی     | –          | –          | –          | –          | –        | –      | –      | ۱۷    | ۱۲       | ۲۵    | ۵۴    | ۵۴    |
| اومانیا           | یوفا       | –          | –          | –          | –          | –        | –      | –      | ۲۱    | ۱۶       | ۱۷    | ۵۴    | ۵۴    |
| فادوتس            | یوفا       | –          | –          | –          | –          | –        | –      | –      | ۲     | ۵۱       | –     | ۵۳    | ۵۳    |
| پی‌اس‌وی آیندهوون   | یوفا       | –          | –          | –          | –          | ۱        | ۱      | ۲      | ۲۶    | ۱۱       | ۱۴    | ۵۱    | ۵۳    |
| المپیا            | کونکاکاف   | –          | –          | –          | –          | ۳        | ۲      | ۵      | ۴۵    | ۳        | –     | ۴۸    | ۵۳    |
| اچ‌جی‌کی            | یوفا       | –          | –          | –          | –          | –        | –      | –      | ۳۳    | ۱۴       | ۶     | ۵۳    | ۵۳    |
| ایلینه آماتور     | [ تک ]     | –          | –          | –          | –          | –        | –      | –      | ۲۵    | ۲۸       | –     | ۵۳    | ۵۳    |
| العربی            | ای‌اف‌سی     | –          | –          | –          | –          | –        | –      | –      | ۱۷    | ۱۶       | ۲۰    | ۵۳    | ۵۳    |
| کامیونیکیشنس      | کونکاکاف   | –          | –          | –          | –          | ۱        | ۱      | ۲      | ۳۲    | ۸        | ۱۰    | ۵۰    | ۵۲    |
| والتا             | یوفا       | –          | –          | –          | –          | –        | –      | –      | ۲۵    | ۱۴       | ۱۳    | ۵۲    | ۵۲    |
| چتینکایا          | کونیفا     | –          | –          | –          | –          | –        | –      | –      | ۱۵    | ۱۹       | ۱۷    | ۵۱    | ۵۱    |
| راپید وین         | یوفا       | –          | –          | –          | –          | –        | –      | –      | ۳۳    | ۱۵       | ۳     | ۵۱    | ۵۱    |
| سلیمه واندررز     | یوفا       | –          | –          | –          | –          | –        | –      | –      | ۲۶    | ۲۲       | ۳     | ۵۱    | ۵۱    |
| جولیبا            | کاف        | –          | –          | –          | –          | –        | –      | –      | ۲۴    | ۲۰       | ۷     | ۵۱    | ۵۱    |
| میلان             | یوفا       | ۱          | –          | ۳          | ۴          | ۷        | ۷      | ۱۴     | ۱۹    | ۵        | ۸     | ۳۲    | ۵۰    |
| فرانسیسکین        | کونکاکاف   | –          | –          | –          | –          | –        | –      | –      | ۲۰    | ۱۷       | ۱۳    | ۵۰    | ۵۰    |

## نکات
1. ↑  لیگ نخبگان آسیا, لیگ قهرمانان آفریقا, جام قهرمانان کونکاکاف, جام لیبرتادورس, لیگ قهرمانان اقیانوسیه, لیگ قهرمانان اروپا, یا مسابقات منحل شده مسابقات قهرمانی آمریکای مرکزی
2. ↑  تنها لیگ‌های سطح اول
3. ↑  ۱ جام آفریقا-آسیا-اقیانوسیه, ۱ جام باشگاهی آفریقا–آسیا
4. ↑  ۴ جام برندگان جام آفریقا, ۱ جام کنفدراسیون آفریقا, ۸ سوپر جام آفریقا
5. ↑  ۱۵ سوپر جام مصر
6. ↑  ۲۲ جام اتحادیه باشگاه‌های اسکاتلند
7. ↑  ۱ جام برندگان جام اروپا
8. ↑  ۲۸ جام اتحادیه باشگاه‌های اسکاتلند
9. 1 2 3  تا قبل از ۱۹۲۱ با نام ایرلند شناخته می‌شد.
10. ↑  ۴ جام خیریه ایرلند شمالی, ۱۲ جام اتحادیه باشگاه‌های ایرلند شمالی
11. ↑  ۳ جام بین قاره‌ای, ۲ کوپا اینترامریکانا
12. ↑  ۱ رکوپا سودامریکانا
13. ↑  ۱۵ مسابقات ده هانر، ۱۰ مسابقات کامپتنسیا، ۱۲ مسابقات آپرتورا، ۸ مسابقات کلاسورا، ۵ مسابقات اینترمدیو، ۳ سوپر جام اروگوئه
14. ↑  ۳ جام بین قاره‌ای، ۱ سوپرکاپ قهرمانان بین قاره‌ای
15. ↑  ۱ لیگ برتر فدراسیون فوتبال اروگوئه, ۱ کانسخو ۱۹۲۶, ۵۲ لیگ برتر اروگوئه
16. ↑  ۱۱ مسابقات ده هانر, ۱۱ مسابقه کامپتنسیا, ۷ مسابقات آپرتورا, ۱۱ مسابقات کلاسورا, ۲ مسابقات کلاسیفیکاتوریو, ۲ سوپر جام اروگوئه
17. ↑  ۳ جام بین قاره‌ای
18. ↑  ۲ لیگ اروپا, ۶ سوپر جام اروپا
19. ↑  ۱ کوپا دی لا لیگا, ۱۳ سوپر جام فوتبال اسپانیا, ۱ کوپا اوا دیورته
20. ↑  ۴ جام برندگان جام اروپا, ۵ سوپر جام اروپا, ۳ اینتر-سیتیز فیرز کاپ
21. ↑  ۲ کوپا دی لا لیگا, ۱۵ سوپر جام فوتبال اسپانیا, ۳ کوپا اوا دیورته
22. ↑  ۳۱ چلنج شیلد هنگ کنگ، ۸ جام وایسروی، ۳ جام اتحادیه باشگاه‌های هنگ کنگ، ۲ جام خیریه هنگ کنگ
23. ↑  ۱۸ مسابقات لیگ ایرلند, ۲ جام لیگ فوتبال ایرلند, ۲۱ جام پرزیدنت لیگ ایرلند, ۱ سوپر جام ایرلند, 1 جام پرزیدنت ایرلند
24. ↑  ۲ جام بین قاره‌ای
25. ↑  ۲ لیگ اروپا, ۱ سوپر جام اروپا
26. ↑  ۴ مسابقات پرتغال, ۱ جام اتحادیه باشگاه‌های پرتغال, ۲۴ سوپر جام فوتبال پرتغال
27. ↑  ۳ مسابقات پرتغال, ۸ جام اتحادیه باشگاه‌های پرتغال, ۹ سوپر جام فوتبال پرتغال
28. ↑  ۲ جام بین قاره‌ای
29. ↑  ۱ جام برندگان جام اروپا, ۱ لیگ اروپا, ۲ سوپر جام اروپا
30. ↑  ۶ لیگا پوکال, ۱۰ سوپر جام فوتبال آلمان
31. ↑  ۲ ای‌اف‌سی کاپ
32. ↑  ۹ جام حذفی اردن, ۱۷ سوپر جام اردن
33. ↑  ۱ لیگ کنفرانس اروپا
34. ↑  ۴ سوپر جام فوتبال یونان
35. ↑  ۲ ای‌اف‌سی کاپ
36. ↑  ۴ سوپر جام فوتبال بحرین, ۵ جام حذفی بحرین
37. ↑  ۱۸ جام برتر جبل‌الطارق، ۱۲ جام پپه رییز
38. ↑  ۲ جام بین قاره‌ای
39. ↑  ۱ جام برندگان جام اروپا, ۱ لیگ اروپا, ۲ سوپر جام اروپا
40. ↑  ۹ جام یوهان کرایف
41. ↑  ۲ جام بین قاره‌ای
42. ↑  ۱ جام برندگان جام اروپا, ۳ لیگ اروپا, ۲ سوپر جام اروپا, ۱ جام اینترتوتو
43. ↑  شامل دو عناوین حذف شده نمی‌شود
44. ↑  ۹ سوپر جام ایتالیا
45. ↑  ۱ سوپر جام آفریقا
46. ↑  ۱۷ سوپر جام ساحل عاج
47. ↑  تا قبل از ۱۹۹۲ یوگسلاوی بود.
48. ↑  ۱ اینتر-سیتیز فیرز کاپ
49. ↑  ۱ لیگ اول کرواسی, ۹ لیگ اول یوگسلاوی, ۲۵ اچ‌ان‌ال
50. ↑  ۱۸ جام حذفی کرواسی, ۸ جام حذفی یوگسلاوی
51. ↑  ۸ سوپر جام کرواسی
52. ↑  تا قبل از ۱۹۹۲ یوگسلاوی بود, بین ۱۹۹۲ و ۲۰۰۶ صربستان و مونته نگرو بود.
53. ↑  ۱ جام بین قاره‌ای
54. ↑  ۱۹ لیگ دسته اول فوتبال یوگسلاوی, ۵ لیگ دسته اول صربستان و مونته نگرو, ۱۲ سوپر لیگ فوتبال صربستان
55. ↑  ۱۲ جام حذفی یوگسلاوی, ۹ جام حذفی صربستان و مونته نگرو, ۸ جام حذفی صربستان
56. ↑  ۲ سوپر جام یوگسلاوی, ۱ جام اتحادیه یوگسلاوی
57. ↑  ۳ لیگ اروپا, ۴ سوپر جام اروپا
58. ↑  ۱۸ لیگ دسته اول فوتبال انگلستان, ۲ لیگ برتر فوتبال انگلستان
59. ↑  ۱۰ جام اتحادیه باشگاه‌های انگلستان, ۱۶ جام خیریه انگلستان, ۱ سوپر جام لیگ فوتبال
60. ↑  ۱ اینتر-سیتیز فیرز کاپ
61. ↑  ۲ جام اتحادیه مجارستان, ۶ سوپر جام فوتبال مجارستان
62. ↑  ۱ لیگ اروپا, ۱ سوپر جام اروپا
63. ↑  ۱ دسته ملی ترکیه, ۲۴ سوپر لیگ فوتبال ترکیه
64. ↑  ۱۷ سوپر جام فوتبال ترکیه, ۵ جام پرایم مینیستر
65. ↑  ۱ جام بین قاره‌ای
66. ↑  ۱ جام برندگان جام اروپا, ۱ لیگ اروپا, ۱ سوپر جام اروپا
67. ↑  ۷ لیگ دسته اول فوتبال انگلستان, ۱۳ لیگ برتر فوتبال انگلستان
68. ↑  ۶ جام اتحادیه باشگاه‌های انگلستان, ۲۱ جام خیریه انگلستان
69. ↑  تا قبل از ۱۹۹۱ شوروی بود.
70. ↑  ۲ جام برندگان جام اروپا, ۱ سوپر جام اروپا
71. ↑  ۱۳ لیگ برتر فوتبال شوروی, ۱۶ لیگ برتر فوتبال اوکراین
72. ↑  ۹ جام حذفی فوتبال شوروی, ۱۳ جام حذفی فوتبال اوکراین
73. ↑  ۳ سوپر جام فوتبال شوروی, ۹ سوپر جام فوتبال اوکراین
74. ↑  تا قبل از ۱۹۹۱ عضو ای‌اف‌سی بود.
75. ↑  ۲ مسابقات باشگاهی قهرمانی آسیا
76. ↑  ۸ جام توتو, ۸ سوپر جام فوتبال اسرائیل
77. ↑  ۳ جام بین قاره‌ای
78. ↑  ۲ جام سودامریکانا, ۱ سوپرکوپا لیبرتادورس, ۴ رکوپا سودامریکانا, ۱ جام طلا, ۱ کوپا مستر د سوپرکوپا
79. ↑  ۲ کوپا ده لا لیگا پروفشنال, ۵ جام ایبارگورن, ۲ سوپر جام فوتبال آرژانتین
80. ↑  ۲ جام برندگان جام اروپا, ۲ سوپر جام اروپا, ۱ لیگ اروپا
81. ↑  ۳ جام اتحادیه باشگاه‌های بلژیک, ۱۳ سوپر جام فوتبال بلژیک
82. ↑  ۱۴ سوپر جام فوتبال قبرس
83. ↑  ۱ جام باشگاهی آفریقا-آسیا
84. ↑  ۱ جام برندگان جام آفریقا, ۱ جام آفریقا, ۱ سوپر جام آفریقا
85. ↑  ۶ سوپر جام فوتبال تونس
86. ↑  ۱ سوپر جام اروپا
87. ↑  ۲ جام اتحادیه رومانی, ۷ سوپر جام فوتبال رومانی
88. ↑  ۲ جام باشگاهی آفریقا-آسیا
89. ↑  ۱ جام برندگان جام آفریقا, ۲ جام کنفدراسیون آفریقا, ۵ سوپر جام آفریقا
90. ↑  ۴ سوپر جام فوتبال مصر
91. ↑  ۱ جام بین قاره‌ای، ۱ کوپا اینترامریکانا
92. ↑  ۱ سوپرکوپا لیبرتادورس, ۱ جام سودامریکانا, ۳ رکوپا سودامریکانا
93. ↑  ۴ جام ایبارگورن, ۳ سوپر جام فوتبال آرژانتین, ۲ مسابقات قهرمانی ده لا لیگا پروفشنال, ۱ جام کمپئوناتو
94. ↑  ۳ ای‌اف‌سی کاپ
95. ↑  ۵ جام فدراسیون کویت, ۸ سوپر جام فوتبال کویت, ۹ جام ولیعهد کویت
96. ↑  ۴ جام ارتش شوروی, ۴ سوپر جام فوتبال بلغارستان
97. ↑  ۱ کوپا اینترامریکانا
98. ↑  ۱ رکوپا سودامریکانا
99. ↑  ۴ سوپر جام فوتبال شیلی, ۳ مسابقات آپرتورا, ۱ مسابقات ملی فوتبال
100. ↑  ۵ سوپر جام فوتبال جزایر فارو
101. ↑  ۲۷ جام مالزی, ۵ جام حذفی فوتبال مالزی
102. ↑  ۶ جام مالزی, ۷ جم فم مالزی, ۸ سوپر جام فوتبال مالزی
103. ↑  تا قبل از ۱۹۹۲ چکسلواکی بود.
104. ↑  ۱ جام برندگان جام اروپا
105. ↑  ۴ مسابقات فوتبال اسلواکی, ۸ لیگ دسته اول فوتبال چکسلواکی, ۱۹ لیگ دسته اول فوتبال اسلواکی
106. ↑  ۱۷ جام حذفی فوتبال اسلواکی, ۵ جام حذفی فوتبال چکسلواکی
107. ↑  ۴ سوپر جام فوتبال اسلواکی
108. ↑  ۳ جام ارتش شوروی, ۳ سوپر جام فوتبال بلغارستان
109. ↑  ۱ جام بین قاره‌ای، ۱ کوپا اینترامریکانا
110. ↑  ۲ رکوپا سودامریکانا, ۱ سوپرکوپا سودامریکانا
111. ↑  ۱ سوپر جام فوتبال پاراگوئه
112. ↑  ۲ جام برندگان جام آسیا, ۲ سوپر جام آسیا
113. ↑  ۱۳ جام ولیعهد سعودی, ۵ سوپرجام فوتبال عربستان, ۱ جام سعودی فاندرز
114. ↑  ۱ جام کنفدراسیون آفریقا
115. ↑  ۱۰ سوپر جام مالی
116. ↑  ۱۶ سوپر جام اتیوپی
117. 1 2  در سال‌های ۱۹۳۸ تا ۱۹۴۴ در مسابقات آلمان نیز شرکت کرد.
118. ↑  ۶ سوپر جام فوتبال اتریش
119. ↑  ۱ جام برندگان جام اروپا
120. ↑  ۴ مسابقات پرتغال, ۴ تاسا دا لیگا, ۹ سوپر جام فوتبال پرتغال
121. ↑  ۱۵ جام شیخ جاسم قطر, ۲ جام ستارگان قطر
122. 1 2 3  تا قبل از ۱۹۶۱ عضو سی‌سی‌سی‌اف بود.
123. ↑  ۱ لیگ کونکاکاف
124. ↑  ۳ سوپر جام کاستاریکا, ۲ رکوپا کاستاریکا
125. ↑  ۱ ای‌اف‌سی کاپ
126. ↑  ۶ جام فدراسیون کویت, ۶ سوپر جام فوتبال کویت, ۹ جام ولیعهد کویت
127. ↑  تا قبل از ۱۹۹۲ چکسلواکی بود.
128. ↑  ۳ مسابقات اتحادیه فوتبال بوهمیان, ۲۱ لیگ دسته اول چکسلواکی, 14 لیگ دسته اول فوتبال جمهوری چک
129. ↑  ۸ جام حذفی فوتبال جمهوری چک, ۸ جام حذفی فوتبال چکسلواکی
130. ↑  ۲ سوپر جام فوتبال جمهوری چک
131. ↑  ۶ مسابقات قهرمانی بین منطقه‌ای، ۸ مسابقات جام اتحادیه فوتبال فیجی؛ طبق مفاد فوق، مسابقات آی‌دی‌سی دیگر یک افتخار بزرگ محسوب نمی‌شود، اما قبل از سال ۱۹۷۵، رقابت اصلی جام حذفی فیجی بود. با در مجموع ۲۴ عنوان قهرمانی آی‌دی‌سی کسب کرده است، اما تنها ۶ عنوان آن قبل از سال ۱۹۷۵ بوده است.
132. ↑  ۲۰ جام قهرمان مقابل قهرمان
133. ↑  ۱ جام برندگان جام آفریقا
134. ↑  ۱۳ جام حذفی کارلینگ, ۱۵ ام‌تی‌ان ۸
135. ↑  ۸ جام اتحادیه ایسلند, ۶ سوپر جام فوتبال ایسلند
136. ↑  ۲ جام خیریه ایرلند شمالی، ۷ جام اتحادیه ایرلند شمالی
137. ↑  بدون احتساب دو عنوان قهرمانی که توسط اتحادیه فوتبال آلبانی به رسمیت شناخته نشده‌اند.
138. ↑  ۱۲ سوپر جام فوتبال آلبانی
139. ↑  ۱ جام برندگان جام اروپا, ۱ جام اینترتوتو
140. ↑  ۹ جام اتحادیه باشگاه‌های فرانسه, ۱۳ سوپر جام فوتبال فرانسه
141. ↑  ۲ جام برندگان جام آفریقا, ۱ سوپر جام آفریقا
142. ↑  ۱۲ سوپر جام ساحل عاج
143. ↑  ۱۰ جام اتحادیه اردن, ۱۵ سوپر جام اردن
144. ↑  ۱۷ سوپر جام فوتبال قبرس
145. ↑  اگرچه آنها در لیختن‌اشتاین مستقر هستند و در جام فوتبال لیختن‌اشتاین رقابت می‌کنند، فادوتس (و تمام باشگاه‌های دیگر مستقر در لیختن‌اشتاین) در سیستم لیگ فوتبال سوئیس رقابت می‌کنند زیرا لیختن‌اشتاین دیگر لیگ ملی خود را ندارد.
146. ↑  ۲ مسابقات قهرمانی فوتبال لیختن‌اشتاین. تیم‌های لیختن‌اشتاین از سال ۱۹۴۴ در سیستم لیگ فوتبال سوئیس رقابت می‌کنند.
147. ↑  ۱ لیگ اروپا
148. ↑  ۱۴ جام یوهان کرایف
149. ↑  ۲ جام قهرمانان کونکاکاف, ۱ مسابقات قهرمانی آمریکای مرکزی زمانی که آمریکای مرکزی کنفدراسیون خود را داشت (سی‌سی‌سی‌اف)
150. ↑  ۲ لیگ کونکاکاف
151. ↑  ۷ لیگ آماتور هندوراس, ۳۸ لیگ ملی فوتبال هندوراس
152. ↑  ۶ جام اتحادیه فنلاند
153. ↑  سن پیر و میکلون درخواست پیوستن به کونکاکاف را داده است اما هنوز در این کنفدراسیون پذیرفته نشده است. فوتبال در سن پیر و میکلون به عنوان یک نهاد وابسته به فدراسیون فوتبال فرانسه اداره می‌شود.
154. ↑  ۸ جام فدراسیون کویت, ۳ سوپر جام فوتبال کویت, ۹ جام ولیعهد کویت
155. ↑  ۱ لیگ کونکاکاف
156. ↑  ۱۰ جام قهرمان قهرمانان گواتمالا
157. ↑  ۱۳ سوپر جام فوتبال مالت
158. ↑  تا قبل از ۱۹۵۵ قبرس بود.
159. ↑  قبرس شمالی عضو فیفا و یا هیچ کنفدراسیونی از فیفا نیست، و در عوض عضو کنفدراسیون انجمن‌های مستقل فوتبال است. چتینکایا تا سال ۱۹۵۵ در اتحادیه فوتبال قبرس (که در سال ۱۹۴۸ به فیفا و در سال ۱۹۶۲ به یوفا پیوست) رقابت می‌کرد.
160. ↑  ۱۴ سوپر لیگ قبرس شمالی, ۱ لیگ دسته اول فوتبال قبرس
161. ↑  ۱۷ جام حذفی قبرس شمالی, ۲ جام حذفی فوتبال قبرس
162. ↑  ۵ جام دکتر فاضل کوچک, ۹ سوپر جام قبرس شمالی, ۳ سوپر جام فوتبال قبرس
163. ↑  ۳۲ مسابقات قهرمانی اتریش, ۱ مسابقات قهرمانی آلمان
164. ↑  ۱۴ جام حذفی فوتبال اتریش, ۱ جام شامر
165. ↑  ۳ سوپر جام فوتبال اتریش
166. ↑  ۳ سوپر جام فوتبال مالت
167. ↑  ۷ سوپر جام فوتبال مالی
168. ↑  ۳ جام بین قاره‌ای
169. ↑  ۲ جام برندگان جام اروپا, ۵ سوپر جام اروپا
170. ↑  ۸ سوپر جام فوتبال ایتالیا
171. ↑  مارتینیک عضو فیفا نیست اما عضو کامل کونکاکاف است.
172. ↑  ۱۳ جام شورای عمومی